# Дэн Му
Дэн Му (кит. трад. 鄧牧, упр. 邓牧, пиньинь Dèng Mù, 1247—1306) — китайский философ, независимый социальный мыслитель конца эпохи Сун и начала эпохи Юань.

## Биография
Родился в 1247 году в уезде Цяньтан (на территории современного уезда Юйхан города Ханчжоу провинции Чжэцзян). По образованию конфуцианец, во многом склонялся к даосизму и буддизму, хотя сам себя называл «человеком вне трех учений», то есть конфуцианства, даосизма и буддизма. На острый социальный кризис современной ему эпохи, вызвавшим падение империи Сун и захват китайских земель монголами, Дэн Му реагировал двояко: с одной стороны, даосско-буддистской отрешенностью от общественной и даже семейной жизни, отшельничества в горах и добровольной голодной смертью в ответ на вызов ко Двору, с другой — конфуцианской бескомпромиссной критикой социальной действительности.

## Философия
Главное философское произведение Дэн Му — «Бо Я цинь» («Цитра Бо Я»), небольшой сборник (один цзюань — «свиток»), состоящий из 31 прозаических эссе и 13 стихотворений, в жанре «несвоевременных размышлений», или «книги ни для кого». Признавая направляющей силой мироздания одно из высших божеств даосского пантеона — «Верховного владыку, Нефритового владыки» (Юй-хуан Шан-ди), Дэн Му утверждал «заранее установленную численность» (дин шу) жизненных событий. Однако «везде проникающая человек» (да жэнь) способна преодолеть этот трагический фатализм, «следуя своему сердцу, а не обстоятельствам» (ю синь бу ю цзин).
Пессимистический стоицизм Дэн Му был реакцией на тяжелое положение страны, причину которого он видел в коррупции, властолюбии, что стали принципами государственного управления в первой централизованной империи Цинь. Этом Дэн Му противопоставлял окрашен в даосские тона утопический идеал общества «века предельной благодати (добродетели)», который характеризуется аскетическим умеренностью потребления, взаимной близостью народа и правителя, отсутствием у последнего стремление к власти. Обладатель — такой же человек, как все, и власть ему дается «гуманным» (жэнь) Небом (тянь) не ради него самого, а ради народа (минь). Вместе с правителем Поднебесную должны рационально «приводить в порядок» (ли) талантливые и достойные чиновники. Но если таких нет, то лучше, Дэн Му, «отменить приказное начальство и уездные власти, предоставив Поднебесной возможность самостоятельно заменять порядком смуту и спокойствием опасность».
Взгляды и личный пример Дэн Му оказали влияние на взгляды некоторых представителей критического направления в конфуцианстве XVI—XVII ст., в частности Цзы Чжи.